# Lisa Brenner
Lisa Brenner, nata Lisa Dawn Goldstein (12 febbraio 1974), è un'attrice statunitense.

## Filmografia parziale

### Cinema
- Il patriota (The Patriot), regia di Roland Emmerich (2000)
- Alex in Wonder, regia di Drew Ann Rosenberg (2001)
- The Groomsmen, regia di Lawrence Gay (2003)
- Finding Home, regia di Lawrence David Foldes (2003)
- Roomies, regia di Oliver Robins (2004)
- I'm Through with White Girls, regia di Jennifer Sharp (2007)
- Little Fish, Strange Pond, regia di Gregory Dark (2009)
- The Price of Happiness, regia di Douglas Walker (2011)
- Cesar Chavez, regia di Diego Luna (2014)
- The Remains, regia di Thomas Della Bella (2016)
- Dance Baby Dance, regia di Stephen Kogon (2018)
- Bad Samaritan, regia di Dean Devlin (2018)
- Say My Name, regia di Jay Stern (2018)
- The Deal, regia di Orsi Nagypal (2020)

### Televisione
- Destini (Another World) - 7 episodi (1995-1996)
- Turks - 6 episodi (1999)
- Undressed - 5 episodi (1999)
- Il diario di Ellen Rimbauer (The Diary of Ellen Rimbauer) - film TV (2003)
- The Librarian - Alla ricerca della lancia perduta (The Librarian: Quest for the Spear) - film TV (2004)
- McBride - Ultimo show (McBride: Anybody Here Murder Marty?) - film TV (2005)
- The Librarian 2 - Ritorno alle miniere di Re Salomone (The Librarian: Return to King Solomon's Mines) - film TV (2006)
- La promessa di un pistolero (A Gunfighter's Pledge) - film TV (2008)
- Blank Slate - film TV (2008)
- We Are Angels - 4 episodi (2014)
- Perception - 3 episodi (2014-2015)
- The Virtual End - 7 episodi (2020)

## Doppiatrici italiane
Nelle versioni in italiano delle opere in cui ha recitato, Lisa Brenner è stata doppiata da:
- Valentina Mari in Il patriota, CSI: NY
- Rossella Acerbo in The Librarian - Alla ricerca della lancia perduta
- Emanuela D'Amico in CSI - Scena del crimine
- Sonia Di Santo in Finding Home
- Daniela Calò in Leverage - Consulenze illegali
- Antonella Baldini in The Mentalist
- Valentina Favazza in Perception